# バルバラ・デ・ブラガンサ
マリーア・マグダレナ・バールバラ・ハビエル・レオノール・テレサ・アントニア・ホセファ・デ・ブラガンサ（María Magdalena Bárbara Xavier Leonor Teresa Antonia Josefa de Bragança, 1711年12月4日 - 1758年8月27日）は、スペイン王フェルナンド6世の王妃。バルバラ・デ・ブラガンサとして知られる。

## 生涯

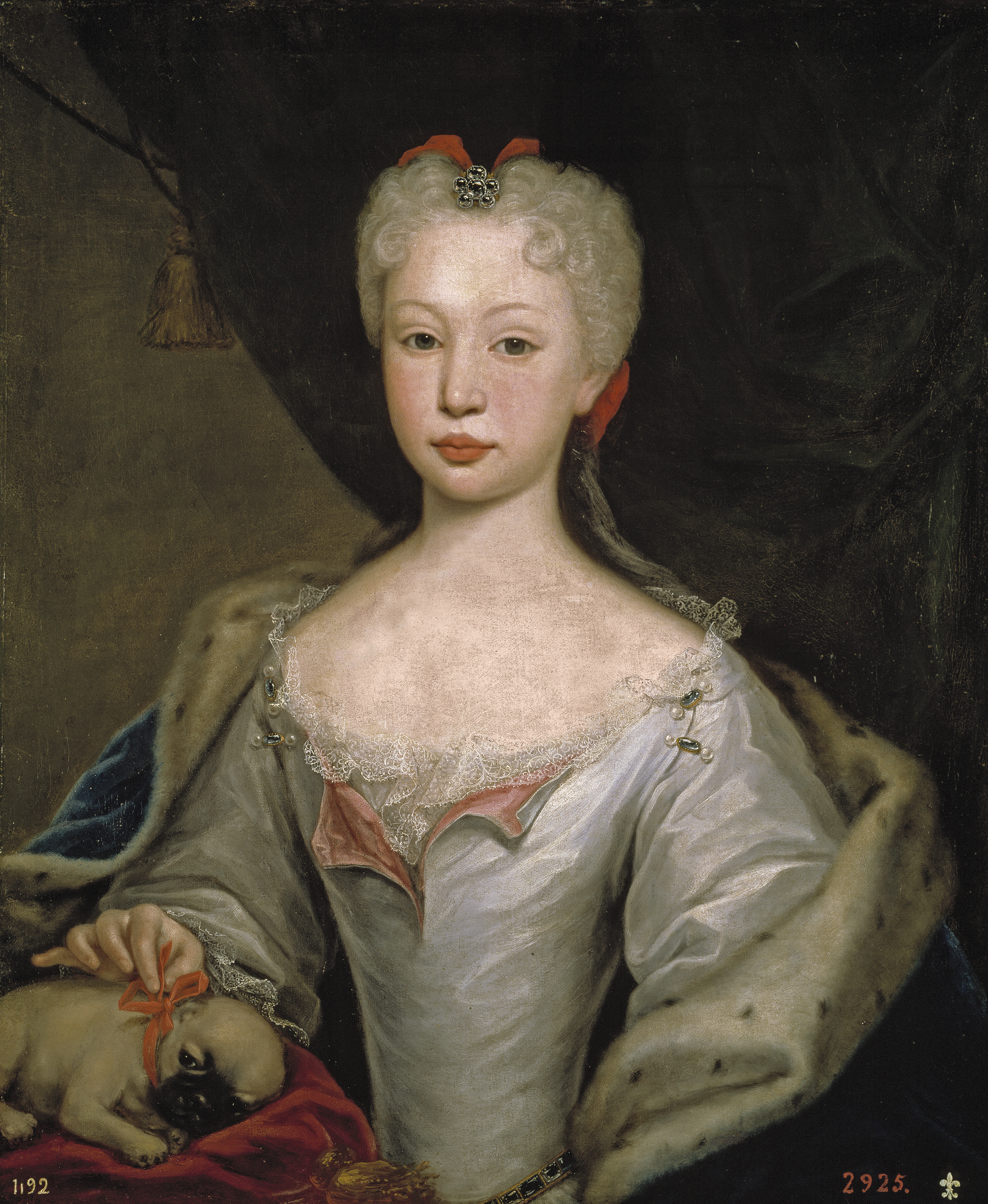
1725年

ポルトガル王ジョアン5世と王妃マリア・アナは、結婚後3年たっても子供に恵まれなかった。そのためジョアンは、後継者となる子供を授かったら神に感謝の印として修道院を創設すると約束した。その後生まれたのがバルバラだった。バルバラは良い教育を受け、音楽を愛した。彼女は当時有名な作曲家、チェンバロ奏者であったドメニコ・スカルラッティに教えを受けた。
1729年、バルバラは2歳年下のフェルナンドと結婚した。スカルラッティはバルバラに同行してマドリードへ永住し、彼女のために100曲ものチェンバロ・ソナタを作曲した。
バルバラは決して美女とは言えず、初対面でフェルナンドがショックを受けたという噂すら流れた。しかし、2人は音楽という共通の趣味で結ばれた仲の良い夫婦となった。バルバラの死でフェルナンドは悲嘆に暮れたという。2人には子供がなかった。
バルバラは生涯を通じて喘息に苦しみ、アランフエスで亡くなった。